# پهلوان‌کوی، قسطمونی
پهلوان‌کوی (به ترکی استانبولی: Pehlivanköy) یک منطقهٔ مسکونی در ترکیه است که در قسطمونی واقع شده‌است.